# Plectruda
Plectruda (en latín: Plectrudis: en alemán: Plektrud, Plechtrudis) (muerta en 718) fue la consorte de Pipino de Heristal, mayordomo de palacio y duque de los Francos, desde aproximadamente 670. Era la hija de Hugoberto, senescal de Clodoveo IV, e Irmina de Oeren. Fue regente de Neustria durante la minoría de su nieto Teodoaldo, desde 714 hasta 718.

## Biografía
Plectruda fue descrita como políticamente activa e influyente sobre su marido y su reinado. Aportó grandes propiedades a la casa pipínida. Durante el reinado de Pipino aparece como firmante conjunta en todos los documentos legales emitidos por él que se conservan, lo que era inusual en la época.
Su hijo Grimoaldo fue asesinado en 714. Se aseguró la confirmación de Pipino II de que Teodoaldo, hijo de Grimoaldo, sería su heredero principal, y cuando Pipino murió poco después, tomó el poder en Neustria como regente de Teodoaldo. Para asegurar su reinado, encarceló a Carlos Martel, hijo de Pipino II y su segunda mujer Alpaida, en Colonia. Se dice a menudo que Carlos fue ilegítimo, pero esto se considera hoy como una interpretación anacrónica de su estatus. Muy probablemente, Carlos no fue considerado ilegítimo por sus contemporáneos, ya que nació cuando su madre Alpaida ya estaba casada con Pipino y los nobles practicaban la poligamia en este periodo. En 715, la nobleza de Neustria, en alianza con Radbod de Frisia, se rebeló contra ella y la derrotó en la batalla de Compiègne, que se libró el 26 de septiembre de 715, obligándola a refugiarse en Colonia, tierra materna de su clan y donde guardaba el tesoro de Pipino.
En 716, Chilperico II, rey de los francos, y Ragenfrido, mayordomo de palacio, dirigieron un ejército hasta Austrasia, cerca de Colonia, donde se hallaba Plectruda. La derrotaron y liberaron a Carlos Martel. Pero en 717, fue Carlos el que persiguió al rey y su mayordomo hasta París antes de regresar para vérselas con Plectruda en Colonia. Tomó la ciudad y dispersó a sus partidarios. Plectuda entró en un convento y murió poco después ese mismo año en Colonia, donde fue enterrada.

## Descendencia
Sus hijos con Pipino fueron:
- Drogo, duque de Champaña
- Grimoaldo, Mayordomo de palacio de Neustria.